# Battaglia di Roosebeke
La battaglia di Roosebeke ebbe luogo il 27 novembre 1382 presso la montagna Goudberg tra l'esercito fiammingo della coalizione di città capitanate dal condottiero e patriota Philip van Artevelde e l'esercito francese di Luigi II di Fiandra in alleanza e con il sostegno di quello di Carlo VI di Francia in seguito alla disastrosa sconfitta subita alla battaglia di Beverhoutsveld. L'esercito della coalizione fiamminga venne sconfitto ed il suo comandante, Philip van Artevelde, venne giustiziato ed esposto pubblicamente in segno di monito.

## Contesto iniziale della battaglia
Nel 1379 la città di Gand si era posta a capo di una rivolta che vedeva una coalizione di alcune tra le più importanti città fiamminghe opporsi militarmente al governo di Luigi II, conte di Fiandra, detto anche Luigi di Mâle o di Malle per il luogo della sua nascita, l'omonimo castello. Le ragioni di questa rivolta erano di carattere sia sociale che politico: le tre città principali città fiamminghe (Bruges, Gand ed Ypres), costituivano la maggiore concentrazione di manodopera urbana di tutta la regione, composta principalmente dai lavoratori del tessile. Questa classe sociale era permanentemente in tumulto nel tentativo di migliorare le proprie condizioni di vita. Questa forte instabilità sociale esplose in maniera ancora più virulenta sotto il regno di Luigi di Mâle, il quale aggravò ulteriormente la situazione con la sua politica accentratrice ed i suoi tentativi di guadagnare potere a discapito delle città principali che, soprattutto nel corso del secolo precedente, avevano guadagnato importanti forme di autonomia politica ed amministrativa. Fu proprio un atto amministrativo contrario alla città di Gand a suscitare la rivolta cittadina: la concessione alla città di Bruges di costruire un canale verso il Lys che avrebbe compromesso il monopolio commerciale di Gand.

### Scoppia la rivolta
Agli inizi di settembre il popolo di Gand scoppiò in rivolta, assassinando il balivo, e l'8 settembre 1379 mise a ferro e fuoco il castello di Wondelgem, da poco fatto edificare da Luigi di Malle. 

Negli anni successivi Gand condusse e guidò una feroce opposizione armata contro Luigi di Malle, e la prima mossa del nuovo governo scelto dal popolo fu quella di attrarre sotto la bandiera della rivolta tutto il resto delle Fiandre. Alla fine di settembre alcune armate furono inviate alla conquista della altre due maggiori città della regione, Bruges ed Ypres, che caddero senza molta resistenza. Presto le altre realtà cittadine si schierarono a favore della rivolta e, agli inizi di ottobre, un esercito di coalizione marciò contro le uniche due città rimaste fedeli al conte di Fiandra: la città di Oudenaarde e quella di Termonde, dove aveva trovato rifugio lo stesso conte delle Fiandre. Nonostante le città assediate riuscissero a respingere gli assalti, l'approssimarsi dell'inverno e la scarsità di approvvigionamenti costrinsero Luigi di Malle a trattare la resa, ed alle trattative fece il proprio ingresso come protagonista (in qualità di mediatore) il duca Filippo II di Borgogna. Le trattative ebbero buon esito ma nel 1382 la situazione si ripeté nuovamente, e la coalizione di città fiamminghe assediò nuovamente Oudenaarde e Termonde che rimasero ancora una volta fedeli a Luigi di Malle, che si ritirò a Lilla. Anche in questa seconda campagna nessuna delle due parti in conflitto si dimostrò sufficientemente forte per poter ottenere una vittoria decisiva. Per questo motivo entrambi i contendenti chiesero un aiuto dall'esterno intorno all'estate di quello stesso anno. La coalizione guidata da Gand chiese aiuto al regno d'Inghilterra mentre le forze di Luigi di Malle si rivolsero alla Francia. Mentre la richiesta di aiuti di Philip van Artevelde non ebbe esito positivo, Luigi di Malle ottenne l'aiuto dal sovrano francese che era vivamente preoccupato dalle reazioni di entusiasmo con le quali la popolazione delle città francesi, soprattutto i ceti più umili, salutavano la rivolta di tipo repubblicano delle città fiamminghe guidate da Gand.

### L'intervento francese
Il re francese Carlo VI era a conoscenza della richiesta di aiuti fatta all'Inghilterra dai rivoltosi, i quali con le loro truppe avevano sconfinato in territorio francese, bruciando e saccheggiando alcuni villaggi nei pressi di Tournai. Dopo una serrata corrispondenza tra il sovrano francese e il leader della coalizione fiamminga che portò ad un nulla di fatto, l'esercito francese si spostò ad Arras il 3 novembre 1382. Giunto a Seclin, pochi kilometri a sud di Lilla, Carlo VI tenne un consiglio di guerra e si prese la decisione di marciare direttamente verso le Fiandre cercando di attraversare il Lys tra Menin ed Armentières. Il fiume venne attraversato a Comines, nonostante la strenua resistenza avversaria, composta da circa 900 militari fiamminghi capitanati da Peter van den Bossche, che avevano demolito l'unico ponte che permetteva di attraversare il fiume. Una guarnigione di circa 400 cavalieri francesi, guidata da Olivier V de Clisson, riuscirono ad attraversare il fiume e sbaragliare il nemico, permettendo al resto dell'armata francese di continuare la marcia. Questa prima vittoria francese spinse molte delle città appartenenti alla coalizione di Gand a chiedere una pace separata con il nemico pagando un riscatto. Il 21 novembre 1382 i francesi misero sotto assedio Ypres. Molto rapidamente gran parte delle Fiandre Occidentali caddero in mano dell'esercito francese che si avvicinava sempre più minacciosamente a Bruges, città della cui fedeltà il leader della coalizione fiamminga, Philip Van Artevelde, non era del tutto sicuro e le cui difese egli stesso aveva quasi ridotto a zero durante il precedente assedio. Per evitare di fronteggiare le armate di Carlo VI sotto le mura di Bruges, Philip Van Artevelde decise di raccogliere un esercito ed andare incontro al nemico in campo aperto. Il 26 novembre 1382 i due eserciti si accamparono molto vicino l'uno all'altro, i fiamminghi nei pressi di Roosebeke ed i francesi vicino a Poelkapelle.

Lo schieramento fiammingo era composto da truppe provenienti da contingenti di diverse città, ed aveva come contingente principale la milizia di Gand ed era forte di circa 14 000 uomini. L'esercito francese era composto da circa 16 000 uomini, 1 500 dei quali fedeli a Filippo II di Borgogna. La maggior parte dei nobili francesi parteciparono con il loro contingente, tra loro Luigi II di Borbone, Giovanni di Valois e Louis de Sancerre.

## La battaglia
Nonostante esistano testimonianze dirette del corso degli eventi accaduti in battaglia, le più importanti fra tutte quella di Buonaccorso Pitti, diplomatico fiorentino, e quella dello storico Pedro López de Ayala, la ricostruzione esatta degli avvenimenti non risulta essere così facile e risulta approssimativa. Di primo mattino del 27 novembre, Philip Van Artevelde decise di approfittare della fitta nebbia per assaltare il nemico francese e, ordinando ai suoi uomini di non fare prigionieri tranne il quattordicenne re francese, cercò di avanzare in un fronte unico a ranghi strettissimi (per impedire alla cavalleria francese di penetrare) che costrinse il centro dello schieramento francese a retrocedere. I francesi, schierando al centro la fanteria e la cavalleria leggera ed ai fianchi la cavalleria pesante, sfruttarono la scelta tattica del comandante fiammingo per penetrare con le due ali guidate da Olivier V de Clisson, e di attaccare con la cavalleria pesante pressando la massa di soldati fiamminghi i quali, letteralmente circondati dal nemico, cominciarono o a fuggire, o a serrare sempre più le file, molti cominciarono a calpestarsi a vicenda, molti altri morirono soffocati nella morsa della folla concitata e presa dal panico, come avvenne allo stesso Van Artevelde. In poco meno di due ore, l'esercito francese ottenne la vittoria.
Nonostante facesse parte come alleato della fazione francese, il contingente di Luigi di Malle fu costretto a rimanere nelle retroguardie, dal momento che la presenza di un eretico e scismatico al loro fianco non era gradita ai militari francesi.
 
Nonostante le numerose testimonianze, alcune delle quali già citate, è tuttavia difficile dimostrare e quantificare il numero esatto delle perdite da entrambe le parti; l'unica certezza è che, data la dinamica dello scontro e la rapida vittoria francese, le perdite della coalizione fiamminga debbono essere state necessariamente di gran lunga più numerose.

### Le conseguenze
Nonostante la battaglia di Roosebeke si rivelasse decisiva per sedare la rivolta guidata da Gand, i suoi effetti non furono così immediati e risultarono piuttosto limitati. Subito dopo la battaglia, nella ferma convinzione che la sconfitta armata avrebbe messo definitivamente in ginocchio l'orgoglio delle città fiamminghe, la campagna contro queste ultime venne interrotta in modo subitaneo. Intorno alla prima metà di dicembre, con l'inverno ormai alle porte, si tennero i preparativi per le trattative tra le due fazioni nei pressi di Courtrai, tuttavia, dal momento che l'esercito francese si era ormai in gran parte ritirato, gli emissari di Ghent defezionarono l'incontro convinti che i francesi non avrebbero mai tentato l'assedio della loro città, rifiutando altresì di pagare un riscatto di 300 000 franchi come ammenda e come condizione per il perdono.
Una delle conseguenze più importanti fu che, nonostante la sconfitta non avesse placato gli intenti rivoltosi di Gand, la maggior parte delle città ad essa alleate decisero di sottomettersi definitivamente alla Corona francese e al suo alleato Filippo l'Ardito. La prima ad arrendersi fu Bruges il 30 novembre, dietro pagamento di 120 000 franchi per evitare il saccheggio della città. Da questo momento in poi, contrariamente al passato, la città di Ghent non riuscì più a convincere le altre realtà cittadine fiamminghe a sostenere la propria causa.